# 桃谷順天館
株式会社桃谷順天館（ももたにじゅんてんかん）は、大阪府大阪市中央区に本社を置く化粧品メーカー。

## 会社概要
1885年創業の老舗化粧品メーカー。慶長の時代より紀伊国那賀郡粉河村（現在の和歌山県紀の川市）で約400年続く薬種商を営む「正木屋」に生まれた創業者の桃谷政次郎は、和歌山県で初めて薬剤師の資格を取得した。家業を継いだ創業者は、本草や漢学に基づいた薬が主流だった時代に、西洋医学に基づいた創薬に挑戦することを決意した。愛する妻がニキビに悩んでいたことに気づいた政次郎は、帝国大学（現在の東京大学）の櫻井郁二郎の下で研鑽を積み、「にきびとり美顔水」を創製した。まだ、化粧水という概念がなかった時代であったため、薬として販売されたのが、化粧品メーカーとしてのルーツである。「美顔」を商標として全国にその名を馳せた「にきびとり美顔水」は、今日では「明色美顔水」として販売されており、2020年3月には日本初の西洋医学処方による化粧水として、公益社団法人日本化学会の「化学遺産」として認定され、136年続く大ロングセラー商品となっている。
事業拡大にともない、1996年に製造工場を大阪市港区市岡から岡山県和気郡和気町に移転するとともに、自社商品生産と平行してOEM/ODM（相手先ブランドによる生産）事業を始めた。岡山工場はプロセス産業であるが、セル生産方式を採用している。
親しみやすい価格でトレンドにフィットした化粧品を展開する「明色化粧品」、OEM事業を手がける「コスメテックジャパン」等によるグループ経営を行っている。その他、桃谷順天館は、通信販売を通じて高品質・高機能な化粧品を展開する「RF28」ブランドや「RF28エステティックサロン」を展開している。
また、2007年には中国に現地法人「上海桃谷順天館化粧品商貿有限公司」を設立し、その取引先は日本だけでなく、アジアや欧米諸国にまで広がっている。登録有形文化財となっている「船場ビルディング」等を所有・運営している「桃井商事株式会社」などもグループ会社である。
現本社近くの生野区にも、桃谷の地名があるが、特に関連はない。

## 事業所
- 大阪本社：大阪市中央区上町1丁目4-1
- 東京支社：東京都中央区銀座7丁目9-17 銀座ヤマトビル4階
- 岡山工場：岡山県和気郡和気町米澤629-1
- MJ市岡ビル：大阪市港区市岡2丁目4-30
- 札幌営業所：札幌市北区北16条西4丁目2-26 北晴北16ビル 501号
- 福岡営業所：福岡市中央区高砂2丁目6-2 ニチエイ高砂ビル4階
- RF28エステティックサロン：大阪市中央区上町1丁目4-1
- 上海桃谷順天館化粧品商貿有限公司：上海市黄浦町河南南路16号中匯大廈3楼3009室
- 桃井商事株式会社：大阪市中央区淡路町2丁目5-8

## 沿革
- 1885年 - 桃谷政次郎が和歌山県那賀郡粉河村（現在の紀の川市）で桃谷順天館を創業
- 1887年 - ニキビに悩む妻のために創った「にきびとり美顔水」が大ヒット
- 1914年 - 白色美顔水を発売
- 1916年 - 桃谷化粧品研究所を新築
- 1921年 - 本社を大阪市西区市岡町（現在の港区市岡）に移転
- 1929年 - 美顔化粧品を天皇・皇后に献上
- 1932年 - 「明色クリンシンクリーム」を発売
- 1936年 - 「明色アストリンゼン」を発売
- 1951年 - ラジオ広告に起用されたコピー「美人は夜つくられる」は広告史上に残るほどの大反響を巻き起こし、クリンシンクリームの売上金額も2倍に飛躍
- 1957年 - 「明色ものまね歌合戦」の番組スポンサーとなる（司会：林家三平）
- 1962年 - オーデコロンの世界的名門、4711社（ドイツ）の日本総代理店となり生産も含めた技術提携を行う
- 1972年 - 明色ナチュラル・スキンケア発売
- 1993年 - 明色化粧品分社化
- 1993年 - コスメテックジャパン設立。化粧品OEM事業に本格参入
- 1994年 - イノヴァ（現RF28）の設立（4社によるグループ経営に移行）
- 1996年 - 岡山工場竣工（工場移転）
- 2005年 - すべての女性に健やかな生活を過ごしていただきたいという願いからピンクリボン活動（乳がんの早期発見・早期診断・早期治療を啓発する活動）を支援
- 2005年 - コスモプロフ・ノースアメリカ（ラスベガス）へ出展
- 2005年 - 進化する美肌サロン「RF28アンチエイジングラボ」オープン
- 2006年 - 「企業進化を加速する研究所」をテーマに中央研究所の全面改装を実施
- 2007年 - 上海桃谷順天館化粧品商貿有限公司を設立
- 2008年 - 「RF28エステティックサロン」大阪にオープン
- 2011年 - 化粧品のクチコミサイト@cosmeにおいて、「明色スキンコンディショナー」クチコミランキング・化粧水部門第１位を受賞、「オーガニックローズヘアウォーター」クチコミランキング・プレスタイリング・寝ぐせ直し部門第１位を受賞
- 2012年 - 平成23年度「大阪市きらめき企業賞」を受賞
- 2016年 - 本社を大阪市中央区上町に移転

## 創業者
創業者の桃谷政次郎（1863-1930）は、和歌山県粉河で代々薬種商「正木屋」を営む庄屋役の家に生まれ、和歌山県立病院で薬学を研究して薬剤師となり、家業の薬種商を継ぎ、化粧品会社・桃谷順天館を創立して成功、和歌山県多額納税者となり、粉河町の町長、伊那合同銀行役員なども務めた。事業は4人の息子たち（順一、幹次郎、勘三郎、嘉四郎）が継いだ。親戚として幹次郎の岳父に島津源蔵 (2代目)、孫の信行（勘三郎の長男）の妻の兄に熊谷信昭がいるほか、娘婿に本多恒彦（子爵本多忠鋒の叔従弟）、馬場健一（馬場義興長男）などがいる。

## スポンサー番組

### 現在
- 今晩は 吉永小百合です（TBSラジオ制作・MBSラジオ（2009年春から放送）のみで2010年4月から2011年9月まで、2012年4月から提供）

### 過去
- ヤングおー!おー!（毎日放送制作・NET系全国ネット）- 1969年7月3日 - 9月、番組開始初期の複数スポンサーの一つ
- 明色ものまね歌合戦→明色ものまね合戦→明色 紅白ものまね合戦→明色 歌うスターばんざい!!→歌の笑ルーム→明色お笑いゲーム合戦→明色新・お笑いゲーム合戦→明色スターゲーム合戦（毎日放送・NET系列、1964年 - 1974年）
- テレビ朝日火曜9時枠の連続ドラマ（テレビ朝日系列）
- 月曜ワイド劇場（テレビ朝日系列）
- AKB48のオールナイトニッポン（ニッポン放送制作・NRN系全国ネット、2012年6月から2013年6月まで提供）
- ゴールデンボンバー鬼龍院翔のオールナイトニッポン（ニッポン放送制作・NRN系全国ネット、2013年7月から2015年まで提供）

同社が関西に本社を置く企業であるため、毎日放送（MBSテレビ・MBSラジオ）制作の番組に提供することが多かった。その他、在阪局では関西テレビ発の全国ネット番組のスポンサーを務めていたこともある。
なお1960年代までの一社提供番組では、オープニングキャッチとして、テクラ・バダジェフスカ作曲の「乙女の祈り」が流された。

## 歴代CMキャラクター
- 吉永小百合
- 石川さゆり
- 山咲千里
- 香川京子
- 浅丘ルリ子
- 長嶋茂雄
- 石原裕次郎
- 力道山
- 篠原ともえ
- 神田沙也加

## 系列会社
- 株式会社明色化粧品
- 株式会社コスメテックジャパン
- 上海桃谷順天館化粧品商貿有限公司
- 桃井商事株式会社（船場ビルディングを管理する不動産会社）

## 関連人物
- 桃谷好英
- 大平正芳（元社員）